# Nilesat
Nilesat ist ein ägyptisches Unternehmen, das mehrere Kommunikationssatelliten und die zugehörigen Bodenstationen betreibt. Das Unternehmen Egyptian Satellite Co. wurde 1996 gegründet, der Sitz befindet sich in Madinat as-Sadis min Uktubar (Stadt des 6. Oktober). Größter Anteilseigner ist die staatliche Egyptian Radio and Television Union mit 40 %. Im Jahr 2010 erzielte das Unternehmen einen Umsatz von 126 Millionen US-Dollar.

## Satelliten
Von September 2005 bis Juni 2006 wurde der Eutelsat-Satellit Hotbird 4 unter der Bezeichnung Nilesat 103 auf 7° W verwendet. Im November 2010 unterzeichnete Nilesat einen Vertrag mit Eutelsat, der auf 10 Jahre die Nutzung von Eutelsat-Kapazitäten ermöglicht. Zuerst erfolgte dies durch den Satelliten Atlantic Bird 4A, später durch den am 24. September 2011 gestarteten Atlantic Bird 7 (Eutelsat 7 West A). Nilesat vermarktet diese Kapazitäten unter dem Namen Nilesat 104.
Anfang 2013 betrieb Nilesat drei eigene Satelliten, die sich alle auf der Position 7° West befanden:
- Nilesat 101, gestartet am 28. April 1998, außer Betrieb seit Februar 2013
- Nilesat 102, gestartet am 17. August 2000, außer Betrieb seit Juni 2018
- Nilesat 201, gestartet am 4. August 2010

Die Nilesat-Satelliten wurden zumindest bis 2015 von zwei Bodenstationen gesteuert, einer am Firmensitz in Madinat as-Sadis min Uktubar und eine in Al-Hammam bei Alexandria befanden. Der Uplink von Programmen erfolgt(e) durch Stationen in Kairo, Beirut, Amman, Riad, Doha und Dubai.
Im September 2019 betrieb Nilesat diese drei Satelliten:
- Nilesat 201, gestartet am 4. August 2010
- Nilesat 104 (Eutelsat 7 West A)
- Nilesat 104B (Eutelsat 8 West B)

Im Juni 2022 wurde Nilesat 301 gestartet. Er soll bis 2028 gemeinsam mit Nilesat 201 bei 7° West stationiert sein und ihn dann ablösen.